# Nepravidelné zahájení
Nepravidelná zahájení jsou vzácně se vyskytující šachová zahájení, která často nemají ustálený název.
Obecně nejsou považována za nejlepší pokračování a některá jsou i nekorektní.

## Nepravidelná zavřená zahájení

### neobvyklý první tah bílého (A00)
bílý nehraje 1.e4; 1.d4; 1.c4; 1.f4; 1. Jf3; 1. b3; 1. b4
- 1.g4 Grobův útok
- 1.Jc3 Kotrčova hra
- 1.a3 Anderssenova hra
- 1.f3 Barnesovo zahájení
- 1.e3 Van 't Kruijsovo zahájení
- 1.c3 Zaragozská hra

### neobvyklé odpovědi na 1. d4 (A40)
- 1... e5 Englundův gambit
- 1... b5 Polská obrana

### 1. d4 Jf6 2. c4 (A50)
- 2... Jc6 Mexická obrana

## Nepravidelná polootevřená zahájení
spadají pod index ECO B00, na 1. e4 černý neodpovídá 1... b6; 1... Jc6; 1...d5; 1... Jf6; 1... g6; 1... d6; 1... c6; 1... e6; 1... c5; 1... e5
- 1... a6 Milesova obrana

## Nepravidelná otevřená zahájení

### 1. e4 e5 (C20)
a bílý pokračuje jinak než 2. d4; 2. Sc4; 2. f4; 2. Jc3; 2. Jf3
- 2. Sb5 Portugalské zahájení
- 2. Df3 Napoleonovo zahájení
- 2. Dh5 Parhamův útok
- 2. Je2 Alapinova hra

### 1. e4 e5 2. Jf3 (C40)
a černý pokračuje jinak než 2... f5; 2... d6; 2... Jf6; 2... Jc6
- 2... f6 Damianova hra
- 2... d5 Střední protigambit

### 1. e4 e5 2. Jf3 Jc6 (C44)
a bílý pokračuje jinak než 3. c3; 3. d4; 3. Jc3; 3. Sc4; 3. Sb5
- 3. g3 Konstantinopolského zahájení

### 1. e4 e5 2. Jf3 Jc6 3. Sc4 (C50)
a černý pokračuje jinak než 3... Se7; 3... d6; 3... Sc5; 3... Jf6
- 3... f5 Rousseau gambit